# Ватанабэ Дэмбэй
Ватанабэ Дэмбэй (яп. 渡辺伝兵衛, 1586 — 12 апреля 1638, замок Хара) — один из лидеров восстания в Симабаре в Японии.

## Биография
Его первым именем было Дэмбэй, однако после крещения получил имя Лоренцо.
Во время Симабарского восстания его имя часто встречается на наконечниках стрел обеих сторон в перестрелках между восставшими и войсками сёгуната во время осады замка Хара.
Считается, что он был одним из лидеров христианских повстанцев в замке Хара и был соратником Амакусы Сиро.
Он был убит в бою во время штурма замка.